# Estación HRAN
La Estación HRAN será una de las estaciones del Metro de Brasilia, situada en Brasilia, entre la Estación 103 Norte y la Estación Central. Será la primera estación del barrio Asa Norte.
Actualmente el proyecto de la estación está en proceso de elaboración. A finales de 2013 las obras fueron iniciadas. La expectativa es que duren 24 meses, la estación estaría lista, por lo tanto, a finales de 2015.
El nombre Estación HRAN no será el definitivo. Este se refiere al Hospital Regional del Asa Norte, principal punto de referencia de las inmediaciones de la estación.